# Boccardia magniovata
Boccardia magniovata är en ringmaskart som beskrevs av Read 1975. Boccardia magniovata ingår i släktet Boccardia och familjen Spionidae. Inga underarter finns listade i Catalogue of Life.